# Zombia antillarum
Zombia antillarum, conocida comúnmente como palmera zombi, es una especie de palmera y el único miembro del género Zombia, perteneciente a la familia  de las palmeras (Arecaceae). Es endémica de la isla de La Española (en la República Dominicana y Haití) en las Antillas Mayores. Generalmente se encuentra en áreas secas y montañosas del norte y sur de Haití y el noroeste de la República Dominicana. Esta palmera en abanico de tamaño relativamente pequeño, con tallos agrupados, tiene una apariencia muy distintiva debido a sus vainas foliares espinosas persistentes. Amenazada por la destrucción de su hábitat en Haití, Z. antillarum es una especie ornamental popular debido a su aspecto único, bajos requerimientos de mantenimiento y tolerancia a la sal.

## Descripción

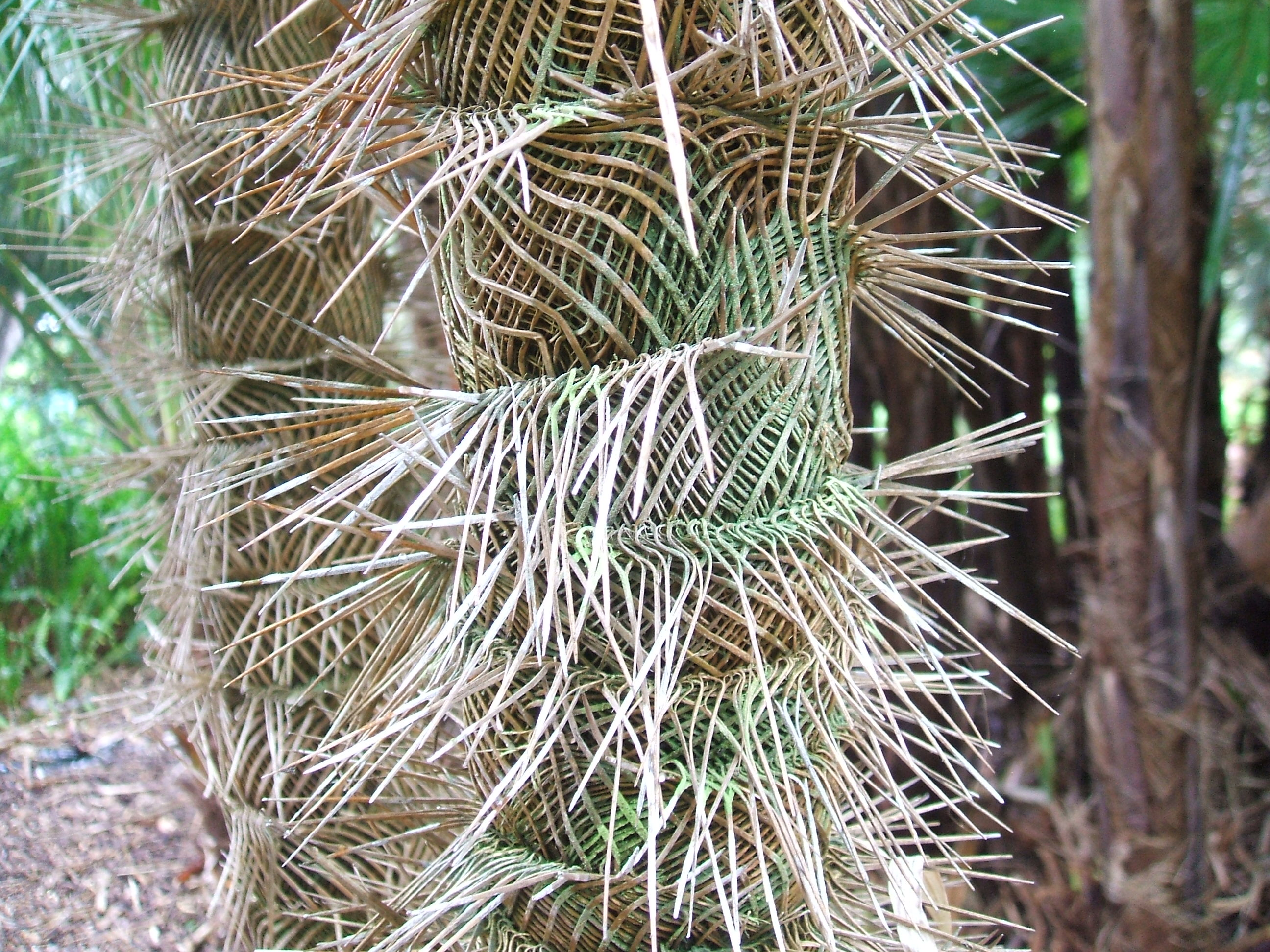
Detalles del tallo de Zombia antillarum mostrando vainas foliares espinosas persistentes.

Zombia antillarum es una palmera pequeña que crece en grupos densos de tallos múltiples, alcanzando hasta 3 metros (10 pies) de altura y 5 centímetros (2 plg) de diámetro. Cada individuo porta de nueve a doce hojas en forma de abanico (o palmadas) con un tono grisáceo-blanco en la superficie inferior. Las vainas foliares permanecen adheridas al tallo después de que la hoja cae. El tejido intermedio se degrada gradualmente, y el tejido vascular leñoso se divide, formando las espinas características de la especie.
La inflorescencia, más corta que las hojas, produce flores bisexuales con 9–12 estambres y un solo carpelo. Los frutos son de color blanco (aunque también se conocen individuos con frutos anaranjados), de forma oblonga o periforme, con un diámetro de 1,5-2 cm (0,6-0,8 plg), y contienen una sola semilla. Las flores y frutos se encuentran entre las hojas debido a que las inflorescencias son más cortas que estas. Los árboles pueden producir hasta 5000 semillas al año, principalmente en julio y agosto.
Se cree que la especie es polinizada por el viento.

## Taxonomía

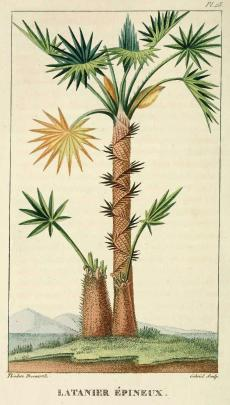
Ilustración original de Zombia antillarum por Michel Étienne Descourtilz en Flore médicale des Antilles, 1821

Zombia es un género monotípico: incluye solo una especie, Z. antillarum. La primera descripción de la especie se encuentra en la obra del médico y botánico francés Michel Étienne Descourtilz, L.H. Bailey y publicado en Gentes Herbarum; Occasional Papers on the Kinds of Plants 4: 242. 1939. En 1821, la clasificó en el género Chamaerops como C. antillarum. El naturalista italiano Odoardo Beccari describió independientemente la especie en 1908, colocándola en el género Coccothrinax (como C. anomala). Al reconocer que era lo suficientemente distinta para merecer su propio género, el botánico estadounidense Liberty Hyde Bailey creó el género Zombia en 1931 para incluir la especie descrita por Descourtilz, generando la combinación Z. antillarum. Al elegir el nombre del género, Bailey señaló que

«sería preferible que esta palmera endémica tuviera un nombre latino que indicara su origen, en lugar de un binomial exótico sin relación con su país y su gente».

En 1941, otro botánico estadounidense, Orator F. Cook, trasladó C. anomala de Beccari a un nuevo género, Oothrinax, generando una cuarta combinación, O. anomala. Dado que la descripción de Descourtilz precede a la de Beccari, Zombia antillarum (basada en la descripción de Descourtilz) tiene prioridad sobre Oothrinax anomala. Además, el nombre de Cook es inválido, ya que nunca fue descrito formalmente.
En la primera edición de Genera Palmarum (1987), Natalie Uhl y John Dransfield clasificaron el género en la subfamilia Coryphoideae, tribu Corypheae y subtribu Thrinacinae, siguiendo la clasificación de 1973 de Harold E. Moore para la familia de las palmeras. Análisis filogenéticos posteriores mostraron que los miembros del Viejo y Nuevo Mundo de Thrinacinae no estaban estrechamente relacionados. Como resultado, Zombia y géneros relacionados fueron colocados en su propia tribu, Cryosophileae. Dentro de esta tribu, Zombia parece estar más estrechamente relacionada con los géneros Coccothrinax y Hemithrinax, y la especie Thrinax morrisii, con el resto del género Thrinax como taxón hermano de este grupo. Por esta razón, T. morrisii fue trasladada a un nuevo género, Leucothrinax.
En 1960, el botánico dominicano José de Jesús Jiménez Almonte describió una variedad de Z. antillarum, distinguida de la variedad típica por sus frutos más pequeños, de forma periforme y color amarillo sucio. La nombró Z. antillarum var. gonzalezii. Trabajos más recientes no han considerado esta forma lo suficientemente distintiva como para mantenerla como una variedad separada.

### Historia evolutiva
|  | Itaya     |
|  |           |
|  | Sabinaria |
|  |           |

|  | Thrinax                                                      |
|  |                                                              |
|  | \| \| Leucothrinax \| \| \| \| \| \| Hemithrinax \| \| \| \| |
|  |                                                              |
|  | Leucothrinax                                                 |
|  |                                                              |
|  | Hemithrinax                                                  |
|  |                                                              |

|  | Leucothrinax |
|  |              |
|  | Hemithrinax  |
|  |              |

|  | Thrinax                                                      |
|  |                                                              |
|  | \| \| Leucothrinax \| \| \| \| \| \| Hemithrinax \| \| \| \| |
|  |                                                              |
|  | Leucothrinax                                                 |
|  |                                                              |
|  | Hemithrinax                                                  |
|  |                                                              |

|  | Leucothrinax |
|  |              |
|  | Hemithrinax  |
|  |              |

|  | Zombia       |
|  |              |
|  | Coccothrinax |
|  |              |

|  | Thrinax                                                      |
|  |                                                              |
|  | \| \| Leucothrinax \| \| \| \| \| \| Hemithrinax \| \| \| \| |
|  |                                                              |
|  | Leucothrinax                                                 |
|  |                                                              |
|  | Hemithrinax                                                  |
|  |                                                              |

|  | Leucothrinax |
|  |              |
|  | Hemithrinax  |
|  |              |

|  | Thrinax                                                      |
|  |                                                              |
|  | \| \| Leucothrinax \| \| \| \| \| \| Hemithrinax \| \| \| \| |
|  |                                                              |
|  | Leucothrinax                                                 |
|  |                                                              |
|  | Hemithrinax                                                  |
|  |                                                              |

|  | Leucothrinax |
|  |              |
|  | Hemithrinax  |
|  |              |

|  | Zombia       |
|  |              |
|  | Coccothrinax |
|  |              |

|  | Thrinax                                                      |
|  |                                                              |
|  | \| \| Leucothrinax \| \| \| \| \| \| Hemithrinax \| \| \| \| |
|  |                                                              |
|  | Leucothrinax                                                 |
|  |                                                              |
|  | Hemithrinax                                                  |
|  |                                                              |

|  | Leucothrinax |
|  |              |
|  | Hemithrinax  |
|  |              |

|  | Thrinax                                                      |
|  |                                                              |
|  | \| \| Leucothrinax \| \| \| \| \| \| Hemithrinax \| \| \| \| |
|  |                                                              |
|  | Leucothrinax                                                 |
|  |                                                              |
|  | Hemithrinax                                                  |
|  |                                                              |

|  | Leucothrinax |
|  |              |
|  | Hemithrinax  |
|  |              |

|  | Zombia       |
|  |              |
|  | Coccothrinax |
|  |              |

|  | Thrinax                                                      |
|  |                                                              |
|  | \| \| Leucothrinax \| \| \| \| \| \| Hemithrinax \| \| \| \| |
|  |                                                              |
|  | Leucothrinax                                                 |
|  |                                                              |
|  | Hemithrinax                                                  |
|  |                                                              |

|  | Leucothrinax |
|  |              |
|  | Hemithrinax  |
|  |              |

|  | Thrinax                                                      |
|  |                                                              |
|  | \| \| Leucothrinax \| \| \| \| \| \| Hemithrinax \| \| \| \| |
|  |                                                              |
|  | Leucothrinax                                                 |
|  |                                                              |
|  | Hemithrinax                                                  |
|  |                                                              |

|  | Leucothrinax |
|  |              |
|  | Hemithrinax  |
|  |              |

|  | Zombia       |
|  |              |
|  | Coccothrinax |
|  |              |

|  | Thrinax                                                      |
|  |                                                              |
|  | \| \| Leucothrinax \| \| \| \| \| \| Hemithrinax \| \| \| \| |
|  |                                                              |
|  | Leucothrinax                                                 |
|  |                                                              |
|  | Hemithrinax                                                  |
|  |                                                              |

|  | Leucothrinax |
|  |              |
|  | Hemithrinax  |
|  |              |

|  | Thrinax                                                      |
|  |                                                              |
|  | \| \| Leucothrinax \| \| \| \| \| \| Hemithrinax \| \| \| \| |
|  |                                                              |
|  | Leucothrinax                                                 |
|  |                                                              |
|  | Hemithrinax                                                  |
|  |                                                              |

|  | Leucothrinax |
|  |              |
|  | Hemithrinax  |
|  |              |

|  | Zombia       |
|  |              |
|  | Coccothrinax |
|  |              |

|  | Thrinax                                                      |
|  |                                                              |
|  | \| \| Leucothrinax \| \| \| \| \| \| Hemithrinax \| \| \| \| |
|  |                                                              |
|  | Leucothrinax                                                 |
|  |                                                              |
|  | Hemithrinax                                                  |
|  |                                                              |

|  | Leucothrinax |
|  |              |
|  | Hemithrinax  |
|  |              |

|  | Thrinax                                                      |
|  |                                                              |
|  | \| \| Leucothrinax \| \| \| \| \| \| Hemithrinax \| \| \| \| |
|  |                                                              |
|  | Leucothrinax                                                 |
|  |                                                              |
|  | Hemithrinax                                                  |
|  |                                                              |

|  | Leucothrinax |
|  |              |
|  | Hemithrinax  |
|  |              |

|  | Zombia       |
|  |              |
|  | Coccothrinax |
|  |              |

|  | Thrinax                                                      |
|  |                                                              |
|  | \| \| Leucothrinax \| \| \| \| \| \| Hemithrinax \| \| \| \| |
|  |                                                              |
|  | Leucothrinax                                                 |
|  |                                                              |
|  | Hemithrinax                                                  |
|  |                                                              |

|  | Leucothrinax |
|  |              |
|  | Hemithrinax  |
|  |              |

|  | Thrinax                                                      |
|  |                                                              |
|  | \| \| Leucothrinax \| \| \| \| \| \| Hemithrinax \| \| \| \| |
|  |                                                              |
|  | Leucothrinax                                                 |
|  |                                                              |
|  | Hemithrinax                                                  |
|  |                                                              |

|  | Leucothrinax |
|  |              |
|  | Hemithrinax  |
|  |              |

|  | Zombia       |
|  |              |
|  | Coccothrinax |
|  |              |

|  | Thrinax                                                      |
|  |                                                              |
|  | \| \| Leucothrinax \| \| \| \| \| \| Hemithrinax \| \| \| \| |
|  |                                                              |
|  | Leucothrinax                                                 |
|  |                                                              |
|  | Hemithrinax                                                  |
|  |                                                              |

|  | Leucothrinax |
|  |              |
|  | Hemithrinax  |
|  |              |

|  | Thrinax                                                      |
|  |                                                              |
|  | \| \| Leucothrinax \| \| \| \| \| \| Hemithrinax \| \| \| \| |
|  |                                                              |
|  | Leucothrinax                                                 |
|  |                                                              |
|  | Hemithrinax                                                  |
|  |                                                              |

|  | Leucothrinax |
|  |              |
|  | Hemithrinax  |
|  |              |

|  | Zombia       |
|  |              |
|  | Coccothrinax |
|  |              |

|  | Itaya     |
|  |           |
|  | Sabinaria |
|  |           |

|  | Thrinax                                                      |
|  |                                                              |
|  | \| \| Leucothrinax \| \| \| \| \| \| Hemithrinax \| \| \| \| |
|  |                                                              |
|  | Leucothrinax                                                 |
|  |                                                              |
|  | Hemithrinax                                                  |
|  |                                                              |

|  | Leucothrinax |
|  |              |
|  | Hemithrinax  |
|  |              |

|  | Thrinax                                                      |
|  |                                                              |
|  | \| \| Leucothrinax \| \| \| \| \| \| Hemithrinax \| \| \| \| |
|  |                                                              |
|  | Leucothrinax                                                 |
|  |                                                              |
|  | Hemithrinax                                                  |
|  |                                                              |

|  | Leucothrinax |
|  |              |
|  | Hemithrinax  |
|  |              |

|  | Zombia       |
|  |              |
|  | Coccothrinax |
|  |              |

|  | Thrinax                                                      |
|  |                                                              |
|  | \| \| Leucothrinax \| \| \| \| \| \| Hemithrinax \| \| \| \| |
|  |                                                              |
|  | Leucothrinax                                                 |
|  |                                                              |
|  | Hemithrinax                                                  |
|  |                                                              |

|  | Leucothrinax |
|  |              |
|  | Hemithrinax  |
|  |              |

|  | Thrinax                                                      |
|  |                                                              |
|  | \| \| Leucothrinax \| \| \| \| \| \| Hemithrinax \| \| \| \| |
|  |                                                              |
|  | Leucothrinax                                                 |
|  |                                                              |
|  | Hemithrinax                                                  |
|  |                                                              |

|  | Leucothrinax |
|  |              |
|  | Hemithrinax  |
|  |              |

|  | Zombia       |
|  |              |
|  | Coccothrinax |
|  |              |

|  | Thrinax                                                      |
|  |                                                              |
|  | \| \| Leucothrinax \| \| \| \| \| \| Hemithrinax \| \| \| \| |
|  |                                                              |
|  | Leucothrinax                                                 |
|  |                                                              |
|  | Hemithrinax                                                  |
|  |                                                              |

|  | Leucothrinax |
|  |              |
|  | Hemithrinax  |
|  |              |

|  | Thrinax                                                      |
|  |                                                              |
|  | \| \| Leucothrinax \| \| \| \| \| \| Hemithrinax \| \| \| \| |
|  |                                                              |
|  | Leucothrinax                                                 |
|  |                                                              |
|  | Hemithrinax                                                  |
|  |                                                              |

|  | Leucothrinax |
|  |              |
|  | Hemithrinax  |
|  |              |

|  | Zombia       |
|  |              |
|  | Coccothrinax |
|  |              |

|  | Thrinax                                                      |
|  |                                                              |
|  | \| \| Leucothrinax \| \| \| \| \| \| Hemithrinax \| \| \| \| |
|  |                                                              |
|  | Leucothrinax                                                 |
|  |                                                              |
|  | Hemithrinax                                                  |
|  |                                                              |

|  | Leucothrinax |
|  |              |
|  | Hemithrinax  |
|  |              |

|  | Thrinax                                                      |
|  |                                                              |
|  | \| \| Leucothrinax \| \| \| \| \| \| Hemithrinax \| \| \| \| |
|  |                                                              |
|  | Leucothrinax                                                 |
|  |                                                              |
|  | Hemithrinax                                                  |
|  |                                                              |

|  | Leucothrinax |
|  |              |
|  | Hemithrinax  |
|  |              |

|  | Zombia       |
|  |              |
|  | Coccothrinax |
|  |              |

|  | Thrinax                                                      |
|  |                                                              |
|  | \| \| Leucothrinax \| \| \| \| \| \| Hemithrinax \| \| \| \| |
|  |                                                              |
|  | Leucothrinax                                                 |
|  |                                                              |
|  | Hemithrinax                                                  |
|  |                                                              |

|  | Leucothrinax |
|  |              |
|  | Hemithrinax  |
|  |              |

|  | Thrinax                                                      |
|  |                                                              |
|  | \| \| Leucothrinax \| \| \| \| \| \| Hemithrinax \| \| \| \| |
|  |                                                              |
|  | Leucothrinax                                                 |
|  |                                                              |
|  | Hemithrinax                                                  |
|  |                                                              |

|  | Leucothrinax |
|  |              |
|  | Hemithrinax  |
|  |              |

|  | Zombia       |
|  |              |
|  | Coccothrinax |
|  |              |

|  | Thrinax                                                      |
|  |                                                              |
|  | \| \| Leucothrinax \| \| \| \| \| \| Hemithrinax \| \| \| \| |
|  |                                                              |
|  | Leucothrinax                                                 |
|  |                                                              |
|  | Hemithrinax                                                  |
|  |                                                              |

|  | Leucothrinax |
|  |              |
|  | Hemithrinax  |
|  |              |

|  | Thrinax                                                      |
|  |                                                              |
|  | \| \| Leucothrinax \| \| \| \| \| \| Hemithrinax \| \| \| \| |
|  |                                                              |
|  | Leucothrinax                                                 |
|  |                                                              |
|  | Hemithrinax                                                  |
|  |                                                              |

|  | Leucothrinax |
|  |              |
|  | Hemithrinax  |
|  |              |

|  | Zombia       |
|  |              |
|  | Coccothrinax |
|  |              |

|  | Thrinax                                                      |
|  |                                                              |
|  | \| \| Leucothrinax \| \| \| \| \| \| Hemithrinax \| \| \| \| |
|  |                                                              |
|  | Leucothrinax                                                 |
|  |                                                              |
|  | Hemithrinax                                                  |
|  |                                                              |

|  | Leucothrinax |
|  |              |
|  | Hemithrinax  |
|  |              |

|  | Thrinax                                                      |
|  |                                                              |
|  | \| \| Leucothrinax \| \| \| \| \| \| Hemithrinax \| \| \| \| |
|  |                                                              |
|  | Leucothrinax                                                 |
|  |                                                              |
|  | Hemithrinax                                                  |
|  |                                                              |

|  | Leucothrinax |
|  |              |
|  | Hemithrinax  |
|  |              |

|  | Zombia       |
|  |              |
|  | Coccothrinax |
|  |              |

|  | Thrinax                                                      |
|  |                                                              |
|  | \| \| Leucothrinax \| \| \| \| \| \| Hemithrinax \| \| \| \| |
|  |                                                              |
|  | Leucothrinax                                                 |
|  |                                                              |
|  | Hemithrinax                                                  |
|  |                                                              |

|  | Leucothrinax |
|  |              |
|  | Hemithrinax  |
|  |              |

|  | Thrinax                                                      |
|  |                                                              |
|  | \| \| Leucothrinax \| \| \| \| \| \| Hemithrinax \| \| \| \| |
|  |                                                              |
|  | Leucothrinax                                                 |
|  |                                                              |
|  | Hemithrinax                                                  |
|  |                                                              |

|  | Leucothrinax |
|  |              |
|  | Hemithrinax  |
|  |              |

|  | Zombia       |
|  |              |
|  | Coccothrinax |
|  |              |

|  | Itaya     |
|  |           |
|  | Sabinaria |
|  |           |

|  | Thrinax                                                      |
|  |                                                              |
|  | \| \| Leucothrinax \| \| \| \| \| \| Hemithrinax \| \| \| \| |
|  |                                                              |
|  | Leucothrinax                                                 |
|  |                                                              |
|  | Hemithrinax                                                  |
|  |                                                              |

|  | Leucothrinax |
|  |              |
|  | Hemithrinax  |
|  |              |

|  | Thrinax                                                      |
|  |                                                              |
|  | \| \| Leucothrinax \| \| \| \| \| \| Hemithrinax \| \| \| \| |
|  |                                                              |
|  | Leucothrinax                                                 |
|  |                                                              |
|  | Hemithrinax                                                  |
|  |                                                              |

|  | Leucothrinax |
|  |              |
|  | Hemithrinax  |
|  |              |

|  | Zombia       |
|  |              |
|  | Coccothrinax |
|  |              |

|  | Thrinax                                                      |
|  |                                                              |
|  | \| \| Leucothrinax \| \| \| \| \| \| Hemithrinax \| \| \| \| |
|  |                                                              |
|  | Leucothrinax                                                 |
|  |                                                              |
|  | Hemithrinax                                                  |
|  |                                                              |

|  | Leucothrinax |
|  |              |
|  | Hemithrinax  |
|  |              |

|  | Thrinax                                                      |
|  |                                                              |
|  | \| \| Leucothrinax \| \| \| \| \| \| Hemithrinax \| \| \| \| |
|  |                                                              |
|  | Leucothrinax                                                 |
|  |                                                              |
|  | Hemithrinax                                                  |
|  |                                                              |

|  | Leucothrinax |
|  |              |
|  | Hemithrinax  |
|  |              |

|  | Zombia       |
|  |              |
|  | Coccothrinax |
|  |              |

|  | Thrinax                                                      |
|  |                                                              |
|  | \| \| Leucothrinax \| \| \| \| \| \| Hemithrinax \| \| \| \| |
|  |                                                              |
|  | Leucothrinax                                                 |
|  |                                                              |
|  | Hemithrinax                                                  |
|  |                                                              |

|  | Leucothrinax |
|  |              |
|  | Hemithrinax  |
|  |              |

|  | Thrinax                                                      |
|  |                                                              |
|  | \| \| Leucothrinax \| \| \| \| \| \| Hemithrinax \| \| \| \| |
|  |                                                              |
|  | Leucothrinax                                                 |
|  |                                                              |
|  | Hemithrinax                                                  |
|  |                                                              |

|  | Leucothrinax |
|  |              |
|  | Hemithrinax  |
|  |              |

|  | Zombia       |
|  |              |
|  | Coccothrinax |
|  |              |

|  | Thrinax                                                      |
|  |                                                              |
|  | \| \| Leucothrinax \| \| \| \| \| \| Hemithrinax \| \| \| \| |
|  |                                                              |
|  | Leucothrinax                                                 |
|  |                                                              |
|  | Hemithrinax                                                  |
|  |                                                              |

|  | Leucothrinax |
|  |              |
|  | Hemithrinax  |
|  |              |

|  | Thrinax                                                      |
|  |                                                              |
|  | \| \| Leucothrinax \| \| \| \| \| \| Hemithrinax \| \| \| \| |
|  |                                                              |
|  | Leucothrinax                                                 |
|  |                                                              |
|  | Hemithrinax                                                  |
|  |                                                              |

|  | Leucothrinax |
|  |              |
|  | Hemithrinax  |
|  |              |

|  | Zombia       |
|  |              |
|  | Coccothrinax |
|  |              |

|  | Thrinax                                                      |
|  |                                                              |
|  | \| \| Leucothrinax \| \| \| \| \| \| Hemithrinax \| \| \| \| |
|  |                                                              |
|  | Leucothrinax                                                 |
|  |                                                              |
|  | Hemithrinax                                                  |
|  |                                                              |

|  | Leucothrinax |
|  |              |
|  | Hemithrinax  |
|  |              |

|  | Thrinax                                                      |
|  |                                                              |
|  | \| \| Leucothrinax \| \| \| \| \| \| Hemithrinax \| \| \| \| |
|  |                                                              |
|  | Leucothrinax                                                 |
|  |                                                              |
|  | Hemithrinax                                                  |
|  |                                                              |

|  | Leucothrinax |
|  |              |
|  | Hemithrinax  |
|  |              |

|  | Zombia       |
|  |              |
|  | Coccothrinax |
|  |              |

|  | Thrinax                                                      |
|  |                                                              |
|  | \| \| Leucothrinax \| \| \| \| \| \| Hemithrinax \| \| \| \| |
|  |                                                              |
|  | Leucothrinax                                                 |
|  |                                                              |
|  | Hemithrinax                                                  |
|  |                                                              |

|  | Leucothrinax |
|  |              |
|  | Hemithrinax  |
|  |              |

|  | Thrinax                                                      |
|  |                                                              |
|  | \| \| Leucothrinax \| \| \| \| \| \| Hemithrinax \| \| \| \| |
|  |                                                              |
|  | Leucothrinax                                                 |
|  |                                                              |
|  | Hemithrinax                                                  |
|  |                                                              |

|  | Leucothrinax |
|  |              |
|  | Hemithrinax  |
|  |              |

|  | Zombia       |
|  |              |
|  | Coccothrinax |
|  |              |

|  | Thrinax                                                      |
|  |                                                              |
|  | \| \| Leucothrinax \| \| \| \| \| \| Hemithrinax \| \| \| \| |
|  |                                                              |
|  | Leucothrinax                                                 |
|  |                                                              |
|  | Hemithrinax                                                  |
|  |                                                              |

|  | Leucothrinax |
|  |              |
|  | Hemithrinax  |
|  |              |

|  | Thrinax                                                      |
|  |                                                              |
|  | \| \| Leucothrinax \| \| \| \| \| \| Hemithrinax \| \| \| \| |
|  |                                                              |
|  | Leucothrinax                                                 |
|  |                                                              |
|  | Hemithrinax                                                  |
|  |                                                              |

|  | Leucothrinax |
|  |              |
|  | Hemithrinax  |
|  |              |

|  | Zombia       |
|  |              |
|  | Coccothrinax |
|  |              |

|  | Thrinax                                                      |
|  |                                                              |
|  | \| \| Leucothrinax \| \| \| \| \| \| Hemithrinax \| \| \| \| |
|  |                                                              |
|  | Leucothrinax                                                 |
|  |                                                              |
|  | Hemithrinax                                                  |
|  |                                                              |

|  | Leucothrinax |
|  |              |
|  | Hemithrinax  |
|  |              |

|  | Thrinax                                                      |
|  |                                                              |
|  | \| \| Leucothrinax \| \| \| \| \| \| Hemithrinax \| \| \| \| |
|  |                                                              |
|  | Leucothrinax                                                 |
|  |                                                              |
|  | Hemithrinax                                                  |
|  |                                                              |

|  | Leucothrinax |
|  |              |
|  | Hemithrinax  |
|  |              |

|  | Zombia       |
|  |              |
|  | Coccothrinax |
|  |              |

|  | Itaya     |
|  |           |
|  | Sabinaria |
|  |           |

|  | Thrinax                                                      |
|  |                                                              |
|  | \| \| Leucothrinax \| \| \| \| \| \| Hemithrinax \| \| \| \| |
|  |                                                              |
|  | Leucothrinax                                                 |
|  |                                                              |
|  | Hemithrinax                                                  |
|  |                                                              |

|  | Leucothrinax |
|  |              |
|  | Hemithrinax  |
|  |              |

|  | Thrinax                                                      |
|  |                                                              |
|  | \| \| Leucothrinax \| \| \| \| \| \| Hemithrinax \| \| \| \| |
|  |                                                              |
|  | Leucothrinax                                                 |
|  |                                                              |
|  | Hemithrinax                                                  |
|  |                                                              |

|  | Leucothrinax |
|  |              |
|  | Hemithrinax  |
|  |              |

|  | Zombia       |
|  |              |
|  | Coccothrinax |
|  |              |

|  | Thrinax                                                      |
|  |                                                              |
|  | \| \| Leucothrinax \| \| \| \| \| \| Hemithrinax \| \| \| \| |
|  |                                                              |
|  | Leucothrinax                                                 |
|  |                                                              |
|  | Hemithrinax                                                  |
|  |                                                              |

|  | Leucothrinax |
|  |              |
|  | Hemithrinax  |
|  |              |

|  | Thrinax                                                      |
|  |                                                              |
|  | \| \| Leucothrinax \| \| \| \| \| \| Hemithrinax \| \| \| \| |
|  |                                                              |
|  | Leucothrinax                                                 |
|  |                                                              |
|  | Hemithrinax                                                  |
|  |                                                              |

|  | Leucothrinax |
|  |              |
|  | Hemithrinax  |
|  |              |

|  | Zombia       |
|  |              |
|  | Coccothrinax |
|  |              |

|  | Thrinax                                                      |
|  |                                                              |
|  | \| \| Leucothrinax \| \| \| \| \| \| Hemithrinax \| \| \| \| |
|  |                                                              |
|  | Leucothrinax                                                 |
|  |                                                              |
|  | Hemithrinax                                                  |
|  |                                                              |

|  | Leucothrinax |
|  |              |
|  | Hemithrinax  |
|  |              |

|  | Thrinax                                                      |
|  |                                                              |
|  | \| \| Leucothrinax \| \| \| \| \| \| Hemithrinax \| \| \| \| |
|  |                                                              |
|  | Leucothrinax                                                 |
|  |                                                              |
|  | Hemithrinax                                                  |
|  |                                                              |

|  | Leucothrinax |
|  |              |
|  | Hemithrinax  |
|  |              |

|  | Zombia       |
|  |              |
|  | Coccothrinax |
|  |              |

|  | Thrinax                                                      |
|  |                                                              |
|  | \| \| Leucothrinax \| \| \| \| \| \| Hemithrinax \| \| \| \| |
|  |                                                              |
|  | Leucothrinax                                                 |
|  |                                                              |
|  | Hemithrinax                                                  |
|  |                                                              |

|  | Leucothrinax |
|  |              |
|  | Hemithrinax  |
|  |              |

|  | Thrinax                                                      |
|  |                                                              |
|  | \| \| Leucothrinax \| \| \| \| \| \| Hemithrinax \| \| \| \| |
|  |                                                              |
|  | Leucothrinax                                                 |
|  |                                                              |
|  | Hemithrinax                                                  |
|  |                                                              |

|  | Leucothrinax |
|  |              |
|  | Hemithrinax  |
|  |              |

|  | Zombia       |
|  |              |
|  | Coccothrinax |
|  |              |

|  | Thrinax                                                      |
|  |                                                              |
|  | \| \| Leucothrinax \| \| \| \| \| \| Hemithrinax \| \| \| \| |
|  |                                                              |
|  | Leucothrinax                                                 |
|  |                                                              |
|  | Hemithrinax                                                  |
|  |                                                              |

|  | Leucothrinax |
|  |              |
|  | Hemithrinax  |
|  |              |

|  | Thrinax                                                      |
|  |                                                              |
|  | \| \| Leucothrinax \| \| \| \| \| \| Hemithrinax \| \| \| \| |
|  |                                                              |
|  | Leucothrinax                                                 |
|  |                                                              |
|  | Hemithrinax                                                  |
|  |                                                              |

|  | Leucothrinax |
|  |              |
|  | Hemithrinax  |
|  |              |

|  | Zombia       |
|  |              |
|  | Coccothrinax |
|  |              |

|  | Thrinax                                                      |
|  |                                                              |
|  | \| \| Leucothrinax \| \| \| \| \| \| Hemithrinax \| \| \| \| |
|  |                                                              |
|  | Leucothrinax                                                 |
|  |                                                              |
|  | Hemithrinax                                                  |
|  |                                                              |

|  | Leucothrinax |
|  |              |
|  | Hemithrinax  |
|  |              |

|  | Thrinax                                                      |
|  |                                                              |
|  | \| \| Leucothrinax \| \| \| \| \| \| Hemithrinax \| \| \| \| |
|  |                                                              |
|  | Leucothrinax                                                 |
|  |                                                              |
|  | Hemithrinax                                                  |
|  |                                                              |

|  | Leucothrinax |
|  |              |
|  | Hemithrinax  |
|  |              |

|  | Zombia       |
|  |              |
|  | Coccothrinax |
|  |              |

|  | Thrinax                                                      |
|  |                                                              |
|  | \| \| Leucothrinax \| \| \| \| \| \| Hemithrinax \| \| \| \| |
|  |                                                              |
|  | Leucothrinax                                                 |
|  |                                                              |
|  | Hemithrinax                                                  |
|  |                                                              |

|  | Leucothrinax |
|  |              |
|  | Hemithrinax  |
|  |              |

|  | Thrinax                                                      |
|  |                                                              |
|  | \| \| Leucothrinax \| \| \| \| \| \| Hemithrinax \| \| \| \| |
|  |                                                              |
|  | Leucothrinax                                                 |
|  |                                                              |
|  | Hemithrinax                                                  |
|  |                                                              |

|  | Leucothrinax |
|  |              |
|  | Hemithrinax  |
|  |              |

|  | Zombia       |
|  |              |
|  | Coccothrinax |
|  |              |

|  | Thrinax                                                      |
|  |                                                              |
|  | \| \| Leucothrinax \| \| \| \| \| \| Hemithrinax \| \| \| \| |
|  |                                                              |
|  | Leucothrinax                                                 |
|  |                                                              |
|  | Hemithrinax                                                  |
|  |                                                              |

|  | Leucothrinax |
|  |              |
|  | Hemithrinax  |
|  |              |

|  | Thrinax                                                      |
|  |                                                              |
|  | \| \| Leucothrinax \| \| \| \| \| \| Hemithrinax \| \| \| \| |
|  |                                                              |
|  | Leucothrinax                                                 |
|  |                                                              |
|  | Hemithrinax                                                  |
|  |                                                              |

|  | Leucothrinax |
|  |              |
|  | Hemithrinax  |
|  |              |

|  | Zombia       |
|  |              |
|  | Coccothrinax |
|  |              |

Cladograma simplificado de la tribu Cryosophileae basado en cuatro genes nucleares y el gen plastidial matK."
Ángela Cano y otros colaboradores concluyeron que los antepasados de las Cryosophileae y su taxón hermano, la tribu Sabaleae, probablemente evolucionaron en América del Norte durante el Cretácico tardío y se dispersaron a América del Sur en el Eoceno, antes de reinvadir América del Norte y Central durante el Oligoceno. Concluyeron que es más probable que los antepasados de Zombia colonizaran el Caribe desde América del Norte o Central, en lugar de desde América del Sur.

### Sinonimia
Los siguientes nombres se consideran sinónimos de Zombia antillarum:
- Chamaerops antillarum Desc.
- Coccothrinax anomala Becc.
- Oothrinax anomala (Becc.) O.F.Cook
- Zombia antillarum var. gonzalezii J.Jiménez Alm.

## Nombres comunes
Zombia antillarum es conocida como palmera zombi o palmera zombi por los horticultores. Orator F. Cook acuñó el nombre «palmera cactus haitiana» debido a la apariencia espinosa de su tronco. En Haití, se la conoce comúnmente como latanye zombi (latanier zombi en francés; palmera en abanico zombi) o latanye pikan (latanier piquant en francés; palmera en abanico espinosa). También se la llama latanier savanne o latanier marron. Latanye o latanier es un término general para palmeras en abanico en Haití, por lo que estos nombres («palmera en abanico de sabana» y «palmera en abanico silvestre») no son específicos de esta especie; también se usan para varias especies de Coccothrinax. En la República Dominicana, la especie se llama guanito o guanillo, diminutivos de guano, que se utiliza para varias especies de Coccothrinax y Thrinax. En su descripción de 1821, Descourtilz usó el nombre latanier épineux.

### Etimología
Zombia: nombre genérico conocida como zombi palma.
antillarum: epíteto geográfico que alude a su localización en las Antillas.

## Distribución

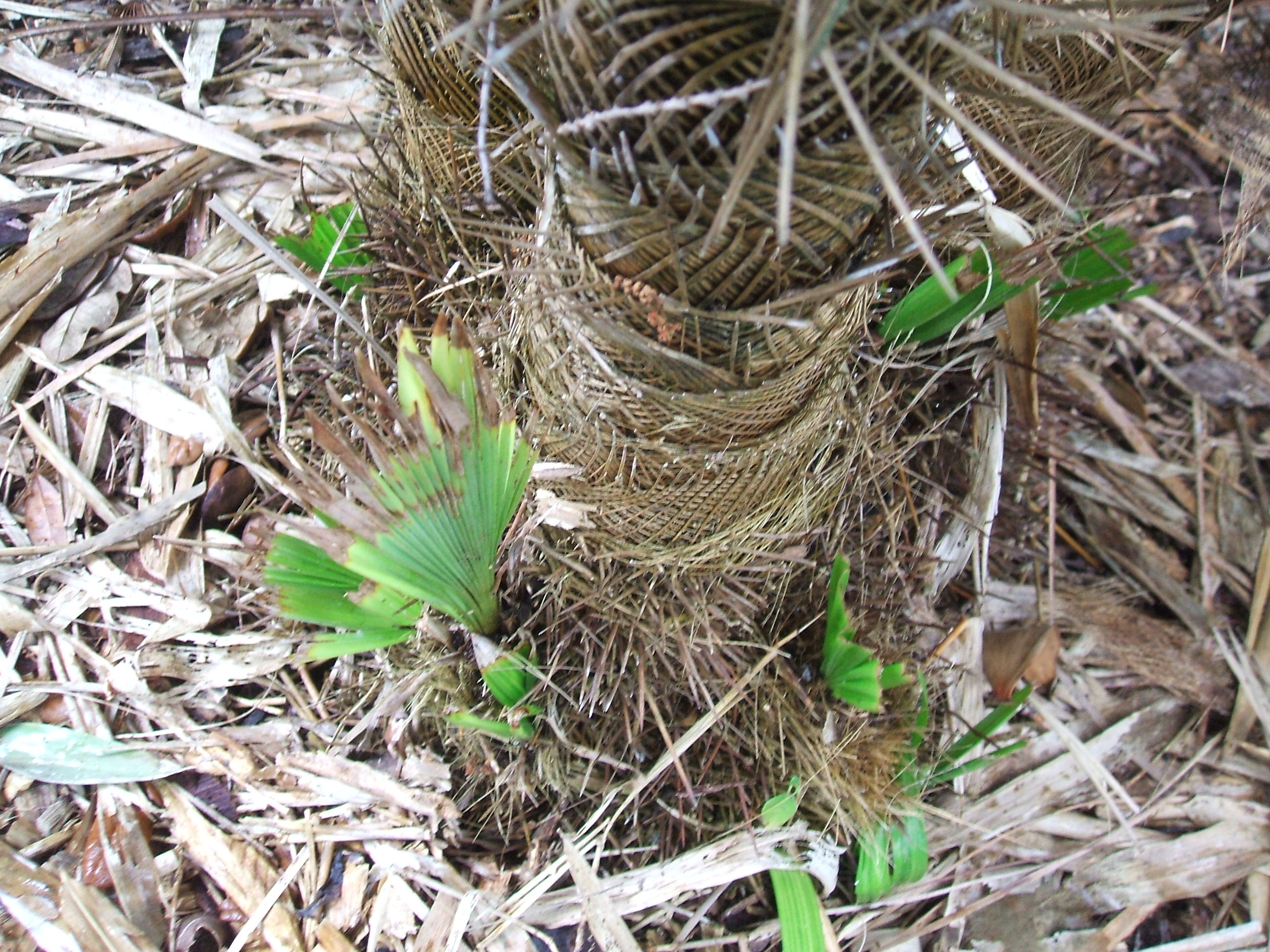
Base del tallo de Zombia antillarum mostrando brotes de tallo.

Zombia antillarum es endémica de la isla de La Española. En el norte de Haití, crece a lo largo de los afluentes del Trois Rivières entre Gros-Morne y Port-de-Paix, mientras que en el sur se encuentra en el borde este del macizo de la Hotte, entre Miragoâne, Fond-des-Nègres y Fond-des-Blancs. También está presente en el noroeste de la República Dominicana, entre Dajabón, Jarabacoa, la Sierra de Yamasá, Puerto Plata y Gaspar Hernández. Crece en regiones secas y montañosas a baja altitud, generalmente en laderas y crestas, pero suele estar ausente en los fondos de los valles. En la República Dominicana, se encuentra desde el nivel del mar hasta los 450 metros (1480 pies) sobre el nivel del mar. Zombia antillarum está asociada con suelos serpentiníticos, pero también se encuentra en suelos calizos. En Haití, crece junto con otras palmeras como Coccothrinax argentea, Bactris plumeriana, Roystonea borinquena, Sabal causiarum y S. domingensis. En la República Dominicana, se asocia con Pinus occidentalis, Calyptronoma rivalis, R. borinquena, S. domingensis, Copernicia berteroana y C. argentea.

### Estado de conservación
Aunque fue listada como «no amenazada» en la Lista Roja de la UICN de 2006, una revisión de 2007 sobre el estado de las palmeras de las Antillas clasificó a Zombia antillarum como vulnerable, basándose en una pérdida proyectada del 10% de la población en el próximo siglo. En Haití, la especie está particularmente amenazada por la destrucción de su hábitat cuando se despeja terreno para la agricultura. Las plántulas también pueden ser destruidas por el ramoneo de ganado. La Lista Roja de Plantas Vasculares de la República Dominicana de 2016 consideró a Z. antillarum como en peligro crítico en el país según el sistema de clasificación de la Lista Roja de la UICN.

## Usos
La planta es una planta ornamental popular, valorada por su apariencia inusual, bajos requerimientos de mantenimiento, pequeño tamaño y tolerancia a la sal. Se recomienda para paisajismo de bajo mantenimiento en el Sur de Florida. Las hojas de Z. antillarum se utilizan para tejer sombreros y fabricar escobas, y las semillas, con un contenido de proteína de 2.8–4.9%, se usan para alimentar cerdos. Al sur de Sabaneta en la República Dominicana, los pecíolos se usan para mezclar harina de mandioca para hacer pan de casabe.
En 1821, Michel Étienne Descourtilz informó que la madera se usaba para fabricar cajas de rapé y estuches de tabaco, que el núcleo de la semilla se utilizaba para tratar el escorbuto, y que la savia había sido empleada por los amerindios taínos «por sus poderosas propiedades».
Fabienne Boncy Taylor y Joel C. Timyan exploraron la conexión entre la "palmera zombi" y las creencias sobre zombis. Descubrieron que el aceite extraído de las semillas ha sido descrito como un "activador de sentidos" por una fuente etnográfica y puede usarse para "despertar" a un zombi, y que una vivienda con tejado de paja hecho con las hojas de la planta podría evitar que los zombis se usaran para espiar a sus ocupantes. Sin embargo, otras fuentes desconocían estos usos. Taylor y Timyan concluyeron que 

«encontramos un vínculo, aunque débil, entre el nombre Zombia y la cultura haitiana, aunque no pudimos verificar que esta especie esté típicamente asociada con zombis».